# Эвенкийский окружной комитет КПСС
Эвенкийский областной комитет КПСС — центральный партийный орган, существовавший в Эвенкийский АО с 1930 года по 6 ноября 1991 года.

## История
- 10 декабря 1930 года образован Эвенкийский национальный округ (в составе Восточно-Сибирского края) и в связи с этим, был создан Эвенкийский окружной комитет ВКП(б).
- С 7 декабря 1934 Эвенкийский национальный округ в составе Красноярского края.
- 13 октября 1952 года Эвенкийский окружной комитет ВКП(б) переименован в Эвенкийский окружной комитет КПСС.
- 7 октября 1977 Эвенкийский национальный округ преобразован в Эвенкийский автономный округ.
- 23 августа 1991 года деятельность КПСС на территории РСФСР приостановлена, а 6 ноября того же года запрещена.

## Первые секретари ВКП(б)/КПСС
- 1.1933 — 10.1935 Чернявский, Митрофан Илларионович
- 1939 Юрьев, Михаил Григорьевич
- Кухаренко В. С.
- 1948—1951 Увачан, Василий Николаевич
- 1951 — Стрелкова, Ефросинья Терентьевна
- 1956 Убиенных, Александр Григорьевич
- — 1961 Путинцев, Семён Семёнович
- 1961—1976 Увачан, Василий Николаевич
- 1976—1986 Рукосуев, Николай Тимофеевич
- 1986 — 8.1991 Увачан, Владимир Васильевич